# Andrea Bellandi

Erzbischofswappen von Andrea Bellandi

Andrea Bellandi (* 22. Oktober 1960 in Florenz, Italien) ist ein italienischer Geistlicher und römisch-katholischer Erzbischof von Salerno-Campagna-Acerno.

## Leben
Andrea Bellandi trat 1979 in das Priesterseminar des Erzbistums Florenz ein und studierte als Seminarist des Päpstlichen Lombardischen Priesterseminars an der Päpstlichen Universität Gregoriana. Am 4. April 1985 empfing er durch Erzbischof Silvano Piovanelli das Sakrament der Priesterweihe für das Erzbistum Florenz.
Seit 1987 war er ordentlicher Dozent am Theologischen Studium in Florenz, das 1997 in der Theologischen Fakultät von Mittelitalien aufging. Von 2003 bis 2009 war er Dekan der Fakultät. Darüber hinaus war er seit 1990 geistlicher Begleiter der Universitätsstudenten und seit 1996 Pfarrer der Pfarrei San Giovannino dei Cavalieri in Florenz. 2010 wurde er zum Domkapitular berufen und wurde erzbischöflicher Beauftragter für die Bildung des Klerus. 2014 wurde er Generalvikar des Erzbistums Florenz. Er gehörte unter anderem dem Priesterrat und dem Pastoralrat des Erzbistums an. Für einige Jahre war er Regionalverantwortlicher und Mitglied des Nationalrats der Bewegung Comunione e Liberazione.
Papst Franziskus ernannte ihn am 4. Mai 2019 zum Erzbischof von Salerno-Campagna-Acerno. Die Bischofsweihe spendete ihm der Erzbischof von Florenz, Giuseppe Kardinal Betori, am 6. Juli desselben Jahres. Mitkonsekratoren waren der Erzbischof von Neapel, Crescenzio Kardinal Sepe, und der Erzbischof von Tarent, Filippo Santoro.